# المرأة ذات الأحمر (فلم)
المرأة ذات الأحمر (بالإنجليزية: The Woman in Red) هو فيلم تم إنتاجه في الولايات المتحدة وصدر في سنة 1984. الفيلم من إخراج جين وايلدر وكتابة جين وايلدر.

## بطولة
- جين وايلدر

### ترشيحات وجوائز
| السنة | الحدث  | الفئة      | النتيجة  |
| ----- | ------ | ---------- | -------- |
|       | أوسكار | أفضل أغنية | فـــــوز |

## الميزانية والإيرادات
حقق أرباحا تقدر بـ 25,308,147 (A) دولار.

## وصلات خارجية
- مقالات تستعمل روابط فنية بلا صلة مع ويكي بيانات

1. ↑  "معلومات عن المرأة ذات الأحمر (فيلم) على موقع elonet.fi". elonet.fi. مؤرشف من الأصل في 2018-10-11.
2. ↑  "معلومات عن المرأة ذات الأحمر (فيلم) على موقع tcm.turner.com". tcm.turner.com. مؤرشف من الأصل في 2019-12-12.
3. ↑  "معلومات عن المرأة ذات الأحمر (فيلم) على موقع filmweb.pl". filmweb.pl. مؤرشف من الأصل في 2006-06-28.